# Warfare 1917
Warfare 1917 é um jogo em Flash de estratégia ambientado durante a Primeira Guerra Mundial, desenvolvido pelo programador australiano ConArtist e publicado pela Armor Games.

## Jogabilidade
Em Warfare 1917, o jogador ordena aos soldados que capturem terreno e trincheiras enquanto lutam contra inimigos programados. Unidades do jogo, como tropas de fuzileiros, metralhadoras, assalto, oficiais, franco-atiradores e tanques, podem ser usadas nas campanhas britânica e alemã e no modo personalizado. As armas de apoio também podem ser chamadas sob comando, como artilharia, morteiro e gás mostarda, mas, como outras unidades, devem ser carregadas primeiro. O jogo também permite que os jogadores configurem níveis personalizados.
Durante qualquer uma das campanhas, o jogador pode fazer uso das variantes específicas da nação de várias unidades, que são baseadas em diferenças históricas reais entre cada exército. As unidades especializadas desfrutam de uma proficiência de combate mais alta do que o padrão para aquela unidade e fornecem uma vantagem estratégica única ao jogador ao longo de sua campanha. Isso incluiria o Sturmtruppen e o tanque Mark IV, entre outros. As campanhas também fornecem uma atmosfera histórica ao expandir lentamente a lista de unidades do jogador ao longo da guerra com base nas inovações históricas dos exércitos apresentados; independentemente da afiliação, o jogador inicia o jogo com opções limitadas e desbloqueia novas unidades e suporte de fogo a cada batalha que vence, sendo os tanques os últimos e disponíveis para os britânicos antes dos alemães.
Independentemente do modo de jogo, o jogador tem a tarefa de alcançar a vitória de duas maneiras: capturando o suficiente do lado inimigo do campo de batalha ou matando unidades inimigas suficientes para esgotar o moral e forçar uma rendição. O critério para a vitória do oponente IA (Inteligência Artificial) é o mesmo do jogador; se o jogador não conseguir impedir o avanço das tropas adversárias ou se o moral de seu exército cair para 0%, a IA vencerá a batalha.

## Recepção
O jogo geralmente recebeu críticas favoráveis. O jogo recebeu uma pontuação de 4,57/5 em Newgrounds.

## Sequência
Warfare 1944, uma sequência do jogo, foi lançado posteriormente por ConArtist, apresentando americanos e alemães na Segunda Guerra Mundial.